# Val di Rabbi

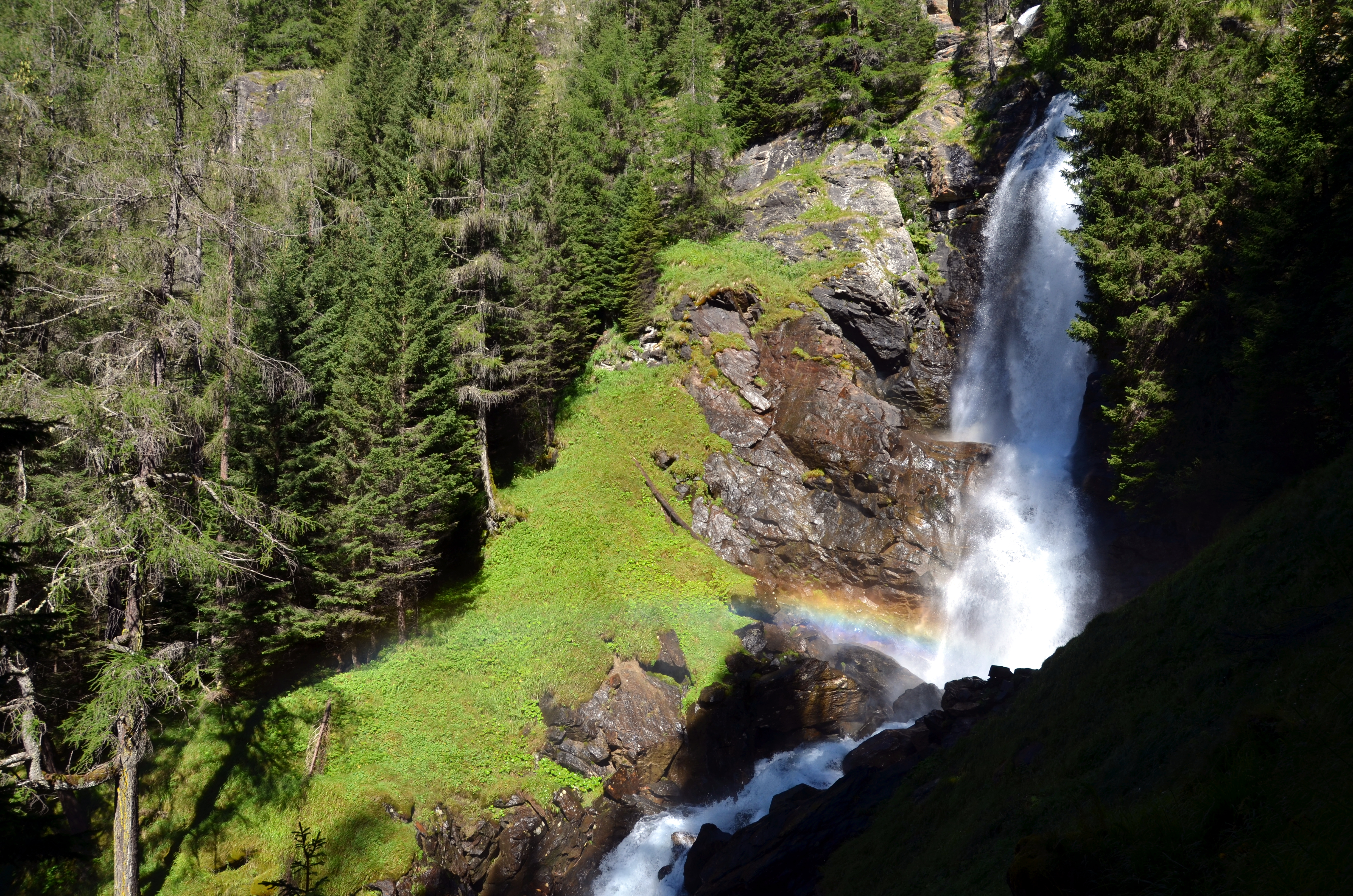
Cascata del Saent

La val di Rabbi (val de Rabi in rabbiese) è una valle alpina che corrisponde grossomodo al comune trentino di Rabbi, laterale della val di Sole; è percorsa dal torrente Rabbies e ha orientamento da nord a sud.

## Geografia fisica
La valle è parallela per orientamento alla val di Peio e da questa separata dalla catena di monti Cima Rossa-Vegaia-Tremenesca-Camocina. Il versante opposto confina con la val di Brésimo in val di Non e con le altoatesine val Martello e val d'Ultimo. Si collega alla Bassa val di Sole tra Malé e Terzolas. I suoi abitanti sono chiamati Rabbiesi. Ha un'evidente conformazione a V, con ripidi fianchi boscosi e rocciosi, prateria sul fondovalle interessata da varie conoidi alluvionali e canaloni di valanga, testimonianza dell'antico e recente lavoro del tempo.
La val di Rabbi è tra gli ambienti più caratteristici dell'intera provincia di Trento sia per il paesaggio naturale che per l'intervento antropico profondamente unitario e forse anche per questo motivo è stata inserita nel parco nazionale dello Stelvio. La derivazione toponomastica si può far risalire ad una base prelatina rova o rava che significa smottamento con il successivo avvento del latino medioevale rabius, riferito al carattere impetuoso del torrente che solca la valle, detto Rabbies.

## Geografia antropica

### Frazioni
La val di Rabbi è formata da frazioni sparse senza un centro ben definito: 
- Pracorno (Pracorn)
- San Bernardo (San Bernart), che forma l'insediamento di maggior consistenza
- Piazzola (Plazölå)
- Rabbi Terme (Le Acüe)

## Storia
Fino al 1000, a differenza di gran parte delle località solandre, Rabbi dovrebbe essere stata terra di nessuno e priva quindi di insediamenti causa l'asprezza del suo territorio. La sua giurisdizione apparteneva ai feudatari di castel Caldes e in particolare al membro più anziano della casata. Secondo A. Gorfer il periodo insediativo avvenne nei secoli dal X al XIV durante il fenomeno europeo del primo assalto alle risorse naturali. Storicamente e giuridicamente sono importanti le consortele, comproprietà collettive collegabili alla divisione degli antichi beni feudali. Possono anche essere considerate le remote radici dello sviluppo cooperativistico trentino di fine Ottocento.
Numerose sono le leggende che circondano la zona: si narra che a Rabbi le streghe trescavano attorno ad un masso di grandi dimensioni e che l'anima inquieta del Grotol, un aguzzino dei conti di Caldes, impauriva la gente con rumori di catene, orme di capra sulla neve e rotolando sassi verso i masi. Storicamente la formazione in comune autonomo è piuttosto recente, risalendo al 1800. Non esiste infatti alcun centro che porti il nome di Rabbi.

## Economia

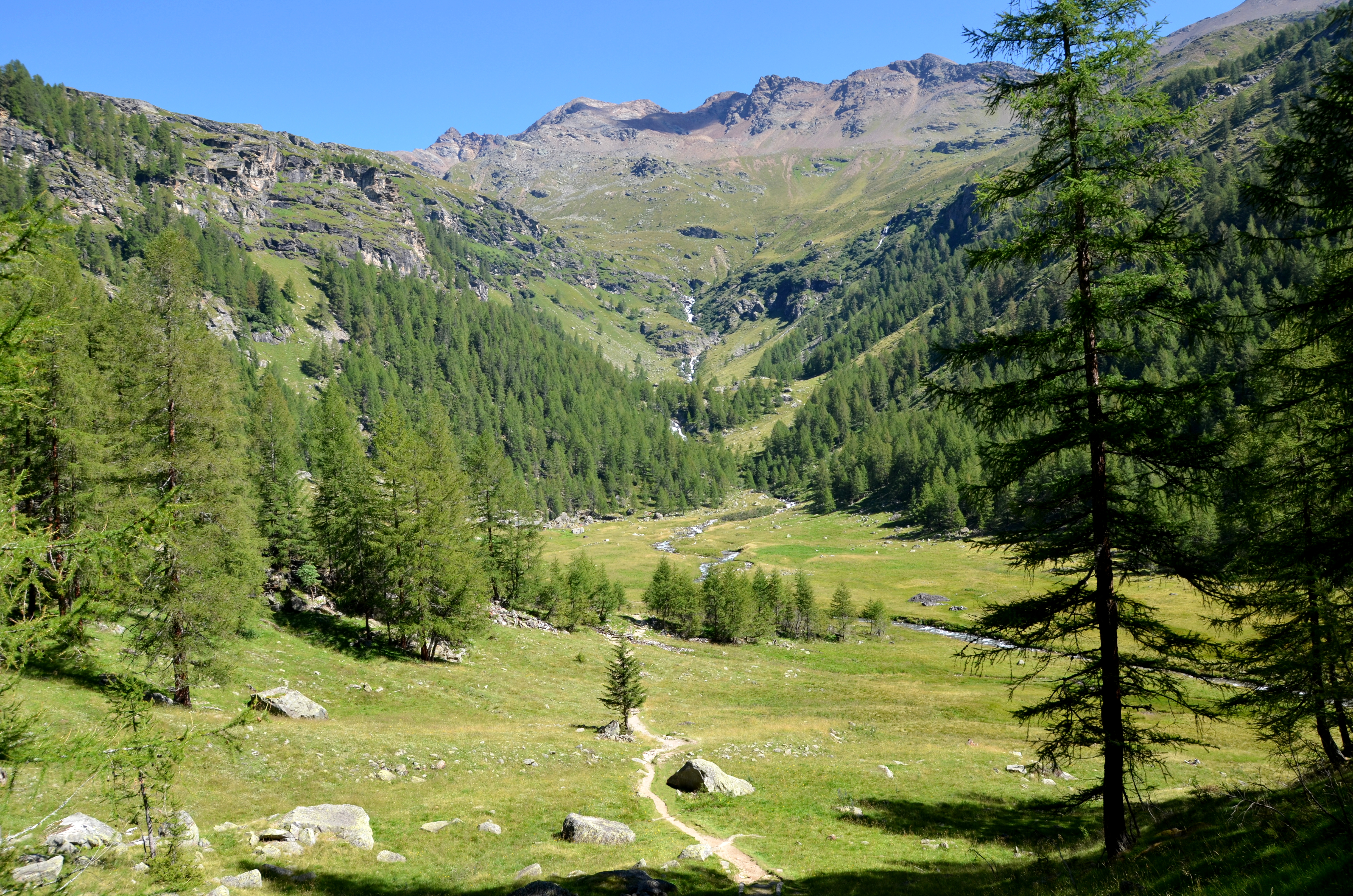
Val di Rabbi

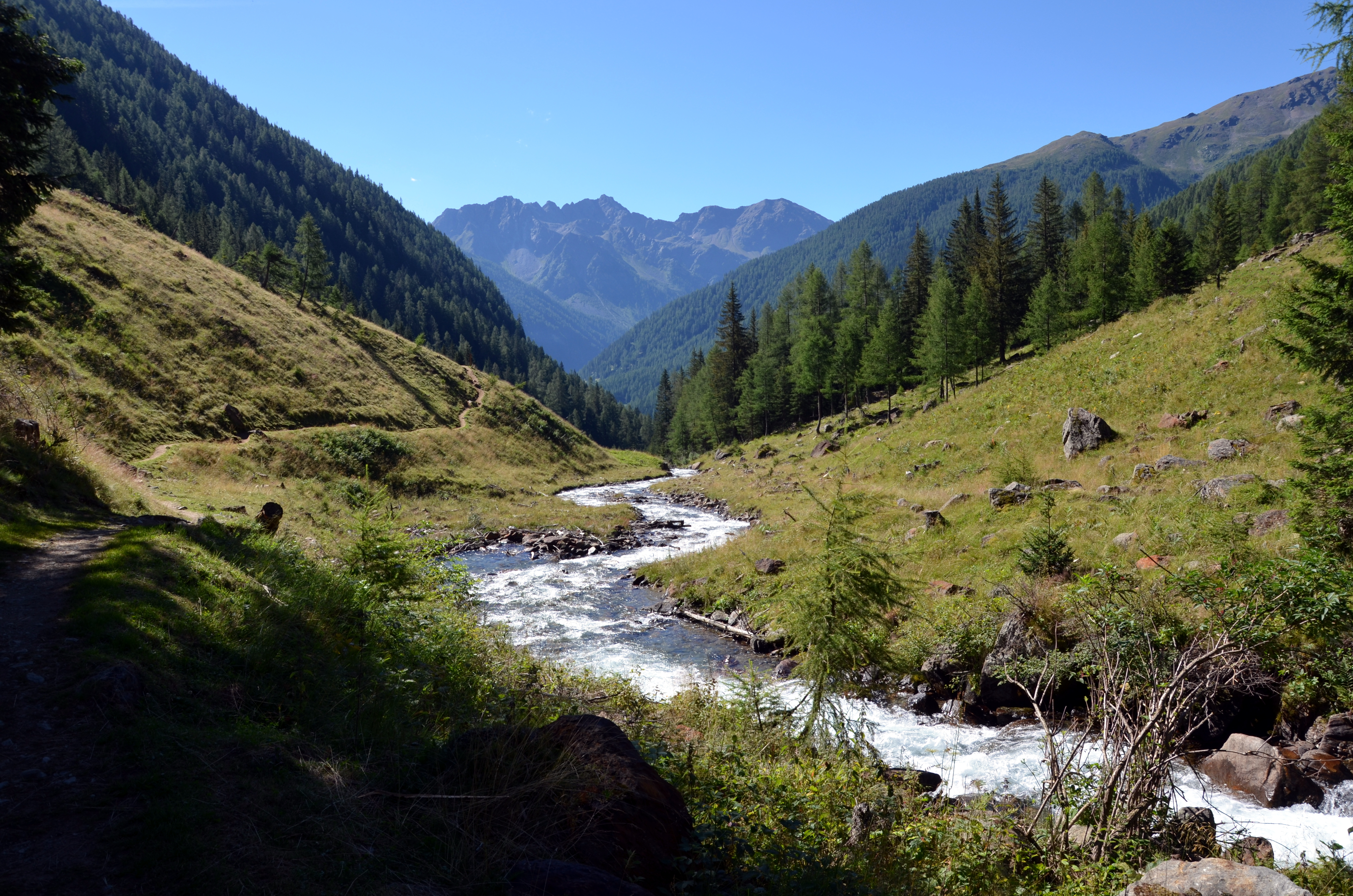
Val di Rabbi

I rabbiesi si distinguevano negli anni passati in tutti quei lavori legati al mondo agricolo e pastorale. Erano conosciuti particolarmente come valenti pastori, malgari e casari, professione quest'ultima che assicurava autorità e rispetto. L'avarizia del suolo ha sempre alimentato una forte emigrazione. Le professioni più gettonate erano quelle di squadratori di legname, segantini chiamati in dialetto rasejini e infine nello scorso secolo gli operai addetti alla costruzione di linee ferroviarie, detti in dialetto aisimponeri. In passato la sponda destra della val di Rabbi è stata oggetto di estrazioni minerarie, anche se molto modeste rispetto alla Val di Peio. Attualmente l'economia è legata al turismo ed all'agricoltura.

## Turismo

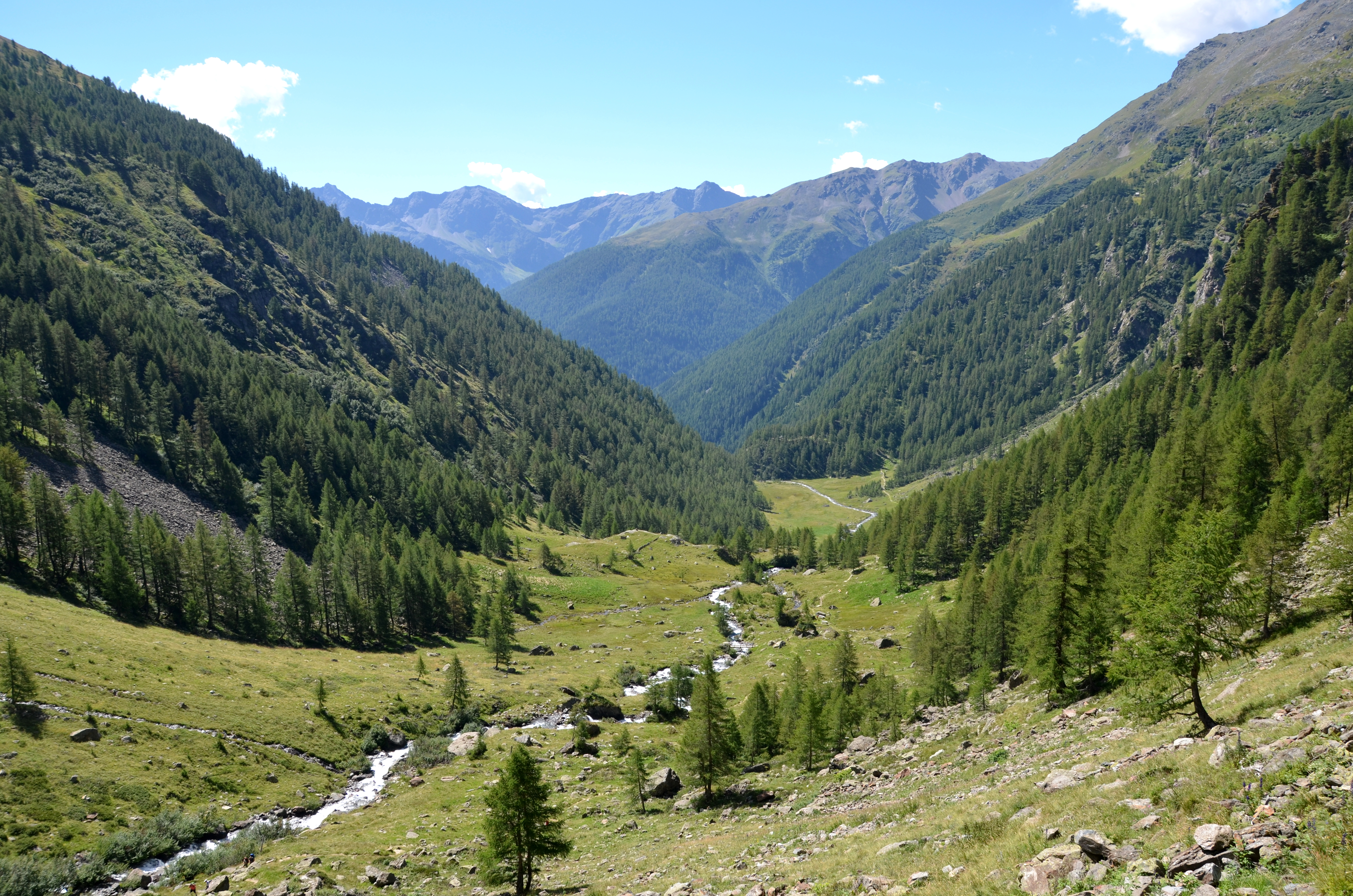
Val di Rabbi

La val di Rabbi ha conosciuto un affollato turismo d'élite, dovuto alla scoperta e allo sfruttamento delle acque minerali. A metà '800 Rabbi era una ridente stazione di cura che accoglieva molti visitatori per stagione. Nel secolo scorso il sacerdote e scienziato Antonio Stoppani, autore de Il Bel Paese e frequentatore della località, augurava a questi luoghi un prospero futuro turistico. Era luogo di villeggiatura anche per il musicista Arturo Benedetti Michelangeli.

## Società

### Particolarità linguistiche
Il rabbiese è molto particolare e conservativo, ovvero il dialetto parlato in Val di Rabbi, appartiene alle parlate retoromanze e nello specifico esso è assimilato al ladino anaunico-solandro, ma anche molto simile al friulano ad esempio e foneticamente ad alcuni dialetti dell'alta Lombardia.
È caratterizzato fonologicamente dalla semi-palatizzazione dei fonemi c e g davanti a vocale, con la conseguente formazione di chj- e j-. In particolare il suono "chj", con pronuncia molto aspirata, è considerato fattor comune di tutte le genti ladine antiche (elevando il dialetto di Rabbi ad un dialetto antico e conservativo) è molto simile al Friulano, anzi viene proprio soprannominato così (ladin-fûrlan) e foneticamente è molto simile anche a qualche dialetto dell'Alta Lombardia, prima del fonema ć persisteva l'uso del fonema chj, specialmente davanti alla vocale a (ancora oggi esso viene utilizzato nella parlata nell'alta Anaunia, come per esempio nel paese di Fondo).
Altra caratteristica fonetica peculiare della parlata rabbiese è la vocale usata come finale per il genere femminile. Generalmente trascritta con i grafemi ô o å, essa è senza dubbio un indice di quanto il dialetto di Rabbi, a differenza dei dialetti ad esso tassonomicamente più legati (come appunto le varianti nonese), abbia resistito molto bene al "naturale" processo di italianizzazione fonetica tuttora in atto. 
Questo suono è oggi pronunciato largamente come [o], ma presumibilmente ricorre come evoluzione del fonema ö o ë (che ancora si riscontra nella pronuncia di parlanti più anziani e soprattutto in parole come chjasô, dove il fonema subisce una tendenza ad anteriorizzarsi per analogia con l'italiano): nella parlata comune attuale, come detto, il fonema è chiuso e posteriorizzato, secondo peraltro le tendenze generali che si ritrovano negli altri dialetti simili. Il fatto che questo fonema sia ancora percepito come diverso da a e o italiane, evidenzia quanto il dialetto di Rabbi sia stato e sia ancora particolarmente conservativo rispetto al cambiamento subìto da quasi tutti gli altri dialetti solandri e non solo.
Si riscontra nel dialetto rabbiese un largo uso delle vocali "alterate" ü ed ö. Nella parlata della val di Rabbi sono presenti i gruppi consonantici pl (plan-piano/a e planger-piangere), gl (glesiô o glesia-chiesa e la glacia-ghiaccio), cl (seclo-secchio e oreclo-orecchio), bl (blainch-bianco e sablon-sabbia), tratti caratteristici delle parlate ladine. Anche dal punto di vista lessicale, il rabjés è considerato d'avanguardia, utilizzando parole che vengono usate ormai in pochi altri paesi delle valli vicine. Nel censimento del 2011 il 15,50% degli abitanti si è dichiarato appartenente al gruppo linguistico ladino.